# Krasnaja Jaruga
Krasnaja Jaruga – osiedle typu miejskiego w Rosji, w obwodzie biełgorodzkim. W 2010 roku liczyło 8028 mieszkańców.